# Lithothamnium
Lithothamnium R.A. Philippi, 1837  é o nome botânico de um gênero de algas vermelhas pluricelulares da família Corallinaceae, subfamília Lithophylloideae.
- São algas marinhas encontradas na Europa, África, Ásia, algumas ilhas do Atlântico e Pacífico.

## Sinonímia
- Lithophyllum Philippi, 1837

## Espécies
Apresenta 1 espécie:
- Lithothamnium byssoides (Lamarck) Philippi, 1837

= Lithophyllum byssoides (Lamarck), Foslie 1900